# Saint-Denis-de-Méré
Saint-Denis-de-Méré är en kommun i departementet Calvados i regionen Normandie i norra Frankrike. Kommunen ligger i kantonen Thury-Harcourt som ligger i arrondissementet Caen. År 2022 hade Saint-Denis-de-Méré 760 invånare.

## Befolkningsutveckling
Antalet invånare i kommunen Saint-Denis-de-Méré
Referens:INSEE